# پالایشگاه نفت تهران
شرکت پالایش نفت تهران یا پالایشگاه نفت تهران شرکت پالایش نفت ایرانی است، که ظرفیت پالایش آن ۲۵۰ هزار بشکه در روز می‌باشد. این پالایشگاه در سال ۱۳۴۶ تأسیس شد و اکنون مشتمل بر دو پالایشگاه جنوبی و شمالی است، که تأسیسات آن در جنوب تهران مستقر می‌باشد.
نفت خام مورد نیاز پالایشگاه تهران به‌طور روزانه توسط شرکت ملی مناطق نفت‌خیز جنوب و از طریق دو خط لوله ۲۴ و ۲۶ اینچ، از میدان نفتی مارون و میدان نفتی اهواز، واقع در استان خوزستان، تأمین می‌شود. پالایشگاه تهران در حدود ۱۵٪ از ظرفیت پالایشگاهی کشور را تشکیل می‌دهد و محصولات تولیدی آن شامل؛ ۱٪ بنزین، ۱۶٪ گازوئیل، ۳۰٪ نفت گاز، ۲۱٪ نفت کوره و ۵٪ دیگر فرآورده‌های نفتی می‌باشد.

## تاریخچه
پروژه احداث پالایشگاه تهران، از سال ۱۳۴۴ توسط شرکت ملی نفت ایران آغاز گردید و این پالایشگاه در سال ۱۳۴۶ تکمیل و راه‌اندازی شد. ظرفیت اسمی پالایشگاه تهران در سال‌های نخست، معادل ۸۵ هزار بشکه در روز بود، که طی اصلاحات فرآیندی انجام شده در سال ۱۳۵۵ ظرفیت تولید فرآورده‌های نفتی آن به ۱۲۰ هزار بشکه در روز افزایش یافت. روند روبه رشد مصرف فرآورده‌های نفتی در کشور و تأمین سوخت بازار داخلی، ساخت و راه اندازی پالایشگاه دوم با ظرفیت اسمی ۱۰۰ هزار بشکه در روز را ایجاب کرد، که در پی آن در سال ۱۳۸۲ با انجام برخی تغییرات، ظرفیت اسمی این پالایشگاه نیز به ۱۱۰ هزار بشکه در روز افزایش یافت.

## واحدهای تولیدی

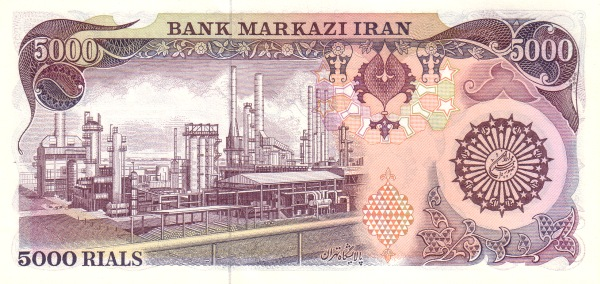
تصویر پالایشگاه تهران پشت اسکناس پنج هزار ریالی

- واحدهای تقطیر: تقطیر در اتمسفر و تقطیر در خلاء
- واحد تهیه روغن در خلاء
- واحد کاهش گرانروی
- واحد گاز مایع
- واحدهای پالایش: هیدروژنی نفتا، نفت سفید و نفت گاز
- واحد هیدروژن
- واحد ایزومریزاسیون
- واحد تبدیل کاتالیستی بستر ثابت
- واحد آیزوماکس
- واحد تولید گوگرد
- واحدهای جانبی

## آتش‌سوزی
پالایشگاه تندگویان در جنوب تهران بعد از ظهر روز چهارشنبه ۱۲ خرداد ۱۴۰۰ دچار آتش‌سوزی شد و ستون بزرگی از دود آسمان مناطق اطراف آن را دربر گرفت. این آتش‌سوزی ساعاتی بعد از اعلام خبر غرق شدن یک ناو نیروی دریایی ارتش (خارک) در اثر آتش‌سوزی در آب‌های دریای عمان رخ داده است.